# 12012
12012 (イチニーゼロイチニ, ichi nī zero ichi ni) est un groupe japonais de rock visual kei, originaire de la préfecture d'Ehime. Le nom 12012 vient du numéro d'un article du code pénal californien sur les investigations concernant les individus armés et interdits de port d'arme à feu. Le groupe joue le plus souvent sous le nom de Kyōki Shoji (凶器所持).

## Historique
En 2007, le groupe joue le générique de fin, Cyclone de l'anime Romeo x Juliet, son single étant publié chez Universal Music Japan le 13 juin 2007. Le groupe tourne aussi au Japon à plusieurs reprises et dans plusieurs localités internationales.
En septembre 2007, le chanteur Miyawaki Wataru est arrêté après avoir agressé une femme. Après une nuit saoul, il aurait essayé de l'étrangler. Il est acquitté et aucune charge n'est retenue contre lui.
Sur leur site web officiel, ils annoncent le départ du guitariste Yūsuke Suga le 12 décembre 2010, après le dernier concert de leur tournée The Fangs of Killer「Seven」Sadness. Le groupe continue en quatuor.
En 2013, le guitariste de tournée, Shinichirou Saitou, se joint officiellement au groupe qui enregistre et publie deux mini-albums : Deicida of Silence et The Swan. Le 10 février 2014, le groupe annonce une pause indéfinie qui prendra place à compter du 12 décembre 2014.

## Membres

### Membres actuels
- Wataru Miyawaki (宮脇 渉, Miyawaki Wataru?) - chant
- Hiroaki Sakai (酒井 洋明, Sakai Hiroaki?) - guitare
- Tomoyuki En'ya (塩谷 朋之, En'ya Tomoyuki?) - basse
- Tōru Kawauchi (川内 亨, Kawauchi Tōru?) - batterie

### Ancien membre
- Yūsuke Suga (須賀 勇介, Suga Yūsuke?) - guitare

## Discographie

### Singles et maxi singles
- 2003 : [Depression Sign]
- 2004 : Shudder
- 2004 : Suisō no Naka no Kanojo (水槽の中の彼女)
- 2004 : Ray ～Hidarimawari no Kaichūdokei～ (Ray ～左回りの懐中時計～)
- 2005 : Swallow
- 2005 : Sick
- 2005 : Shower
- 2005 : Shudder (Kanzen Ban)
- 2005 : [Depression Sign] (Kanzen Ban)
- 2005 : Icy～Cold City～
- 2005 : Heart (A Type)
- 2005 : Heart (B Type)
- 2005 : Heart (C Type)
- 2006 : orion (single)
- 2006 : PISTOL
- 2006 : Wana (罠)
- 2006 : Over….
- 2007 : Cyclone
- 2007 : Shine
- 2008 : Merry Go World
- 2008 : Taiyou
- 2008 : Aitai kara...
- 2009 : Hallelujah
- 2009 : Usubeni to ame
- 2010 : Tattoo
- 2010 : The Pain fo Catastrophe

### DVD
- ~CROM ~ (concert) (20-04-2004)
- CREATED MOVIE 1～kakuu toshi taihai byosha ～ (clip) (27-07-2005)
- macrograph (concert) (28-09-2005)
- Heart (clip) (31-05-2006)
- hide&seek～TOUR2006～ (concert) (30-08-2006)
- CREATED MOVIE 2～modern films～ (clip) (13-12-2006)
- 5th Anniversary Special Live [Arashi] AKSKBLZ (24-09-2008)
- Muho Citai at CC Lemon Hall (31-03-2010)

### VHS
- Daiichi shimpanyaku (clip) (03-05-2004)